# Romano di Lombardia
Romano di Lombardia là một đô thị ở tỉnh Bergamo trong vùng Lombardia của nước Ý, có vị trí cách khoảng 45 km về phía đông của Milano và khoảng 20 km về phía đông nam của Bergamo. Tại thời điểm ngày 31 tháng 12 năm 2004, đô thị này có dân số 16.718 người và diện tích là 18,0 km².
Đô thị Romano di Lombardia có các frazioni (đơn vị cấp dưới, chủ yếu là các làng) Bradalesco, San Lorenzo al Portico, và Albarotto.
Romano di Lombardia giáp các đô thị: Bariano, Cologno al Serio, Cortenuova, Covo, Fara Olivana con Sola, Fornovo San Giovanni, Martinengo, Morengo.